# Vic-le-Comte
Vic-le-Comte ist eine französische Gemeinde in der Region Auvergne-Rhône-Alpes, im Département Puy-de-Dôme, im Arrondissement Clermont-Ferrand und im Kanton Vic-le-Comte.
Die Gemeinde von 18,09 Quadratkilometern Größe liegt im Tal des Flusses Allier auf 331 bis 806 Meter Meereshöhe und hat 5336 Einwohner (Stand 1. Januar 2022). Der Ort ist 25 Kilometer von Clermont-Ferrand bzw. 16 Kilometer von Issoire entfernt und liegt an der Cévennes-Eisenbahnlinie. Die Landschaft um Vic ist die Vulkangegend der Limagne zwischen dem Flusslauf des Allier und den Bergen des Livradois im Nationalpark Parc des Volcans.
Vic-le-Comte besitzt an die 150 Gewerbe-, Handels- und Handwerksbetriebe, zwei Grundschulen, zwei Kindergärten und ein Collège, sowie verschiedene Sozial- und Verwaltungseinrichtungen. Mehr als 40 Vereine sind auf sportlichem und kulturellem Gebiet aktiv.

## Geschichte
Die Stadt wurde von Galliern und Römern begründet und war vom 13. bis 15. Jahrhundert die Hauptstadt der Grafschaft Auvergne. 1505 heiratete Jean Stuart, Herzog von Albanien und Graf de la Marche, Anne de la Tour, die älteste Tochter von Johann III. de la Tour et de l‘Auvergne und Johanna von Bourbon-Vendôme. Deren Residenz wurde Vic-le-Comte. Wegen fehlender Nachkommenschaft kam die Grafschaft Auvergne und damit Vic-le-Comte in den Besitz von Caterina de’ Medici, die als französische Königin allerdings nie hier residierte.
Ein junger Gemeindeteil ist Longues, das sich um die Papierfabrik der Bank von Frankreich erstreckt und wo ein 18 m hohes Eisenbahnviadukt den Fluss Allier überspannt.

## Sehenswürdigkeiten
- Altstadt mit Befestigungsresten wie dem Stadttor Porte Robin, dem Wahrzeichen der Stadt
- Ancien palais (alter Palast) der comtes d’Auvergne[1]
- Mehrere Herrensitze
- Fontaine (Brunnen) des 16. Jahrhunderts
- Château d’Enval
- Château de Busséol, (12. Jahrhundert)
- Ancienne Sainte-Chapelle des alten Schlosses, Renaissance (16. Jahrhundert), Grablege ihrer Stifter, der Anne de la Tour d‘Auvergne und von Jean Stuart, mit bedeutenden Glasfenstern im Chor und mit Dachreiter von 1910[2]
- Kirche Saint-Jean (14. Jahrhundert) mit Fresken aus dieser Zeit[3]

## Persönlichkeiten
- Wilhelm XII. (Auvergne) (= Guillaume XII.) starb hier am 6. August 1332.
- Charles Payot (1868–1931), Militär

## Städtepartnerschaft
- Parsberg, Oberpfalz, seit 1987[4]